# کمبود آپولیپوپروتئین ب
کمبود آپولیپوپروتئین ب یا نارسایی آپولیپوپروتئین ب (به انگلیسی: Apolipoprotein B deficiency) که گاه کمبود خانوادگی آپولیپوپروتئین ب ۱۰۰ نیز خوانده می‌شود، از جمله ناهنجاری‌های مادرزادی غالب در نتیجۀ جهش بدمعنی چربی‌ها است. این بیماری وابستگی گیرنده آپولیپوپروتئین ب ۱۰۰ برای گیرنده کم‌تراکمی لیپوپروتئین (LDL Receptor) را کاهش می‌دهد. در هموزیگوت‌های مبتلا، سطح کلسترول و خطر قلبی عروقی نظیر هتروزیگوت‌های مبتلا به هیپرکلسترولمی فامیلی می‌باشد (قسمتی از عملکرد آپو E توسط آپو B جایگزین می‌شود).

## نقص بیوشیمی
کمبود ApoB-100

## توارث ژنتیکی
اتوزوم غالب

## میزان بروز
نوع هتروزیگوت آن یک مورد در هر ۷۰۰ تولد زنده.

## درمان
مانند کمبود گیرندهٔ لیپوپروتئین با تراکم پائین است.